# Pałac Nádasdich w Nádasdladány
Pałac Nádasdich w Nádasdladány (węg. Nádasdy-kastély) – pałac w stylu neogotyckim, położony we wsi Nádasdladány na Węgrzech.

## Historia
Rodzina Schmideggów nabyła majątek Sárladány w 1736 roku, a następnie zbudowała niewielki barokowy dworek, który ukończono już w 1738 r. Majątek i rezydencję sprzedano w 1851 roku hrabiemu Lipótowi Nádasdyemu, który chciał przenieść centrum swoich majątków z Felsőlendva w komitacie Vas do osady w komitacie Fejér. W tym czasie na północ od małej rezydencji istniał już ogród krajobrazowy. Istniały również podwaliny późniejszego ogrodu warzywnego i spichlerz. Nazwa miejscowości w 1859 roku została zmieniona na Nádasdladány.
Na podstawie planów Istvána Linzbauera, działającego na zlecenie Ferenca Nádasdyego (syn Lipóta Nádasdyego) i jego żony hrabiny Ilony Zichy, w latach 1873-1876 wzniesiono nowy, historyzujący, neogotycki pałac. Rozbudowano dawny budynek o skrzydło główne tworząc w ten sposób budynek na planie litery L. Z powodu niespodziewanej śmierci hrabina nie doczekała ukończenia budowy rezydencji. Po śmierci Linzbauera, Alajos Hauszmann otrzymał zlecenie zaprojektowania ozdobnych wnętrz budynku: sali przodków, biblioteki oraz kaplicy. Rezydencja została wyposażona we wszystkie nowinki techniczne epoki, takie jak kanalizacja, ogrzewanie, oświetlenie gazowe, a następnie elektryczne. Pokoje wyposażono także w poprzedniczkę telefonu, czyli sieć tubową. Rezydencję otaczał park krajobrazowy ze sztucznym jeziorem, wodospadem i stylizowaną wieżą ciśnień.
Pod koniec XIX wieku budynek i jego otoczenie stały się centrum majątku niegdyś znacznie większej rodziny Nádasdy, ich głównym domem wiejskim, repozytorium ich kolekcji dzieł sztuki użytkowej i pięknej oraz biblioteką, a także główną siedzibą ich stadniny. Aż do II wojny światowej w rezydencji mieszkali najpierw syn Ferenca, Tamás Nádasdy z rodziną, a następnie jego najstarszy syn Ferenc Nádasdy.
W 2021 roku pałac wraz z otaczającym parkiem przeszedł renowację. Projekt zrealizowano przy wsparciu funduszy Unii Europejskiej, wykorzystując 1,723 mld forintów z UE i 212 mln forintów ze środków krajowych, łącznie 1,935 mld forintów. W trakcie inwestycji oryginalne malowidła portretowe zachowane w Muzeum Narodowym po renowacji wróciły do Sali Przodków

## Park
Pod koniec XIX wieku wokół dworu, w miejscu parku, który istniał już wcześniej, rozpoczęto budowę nowego ogrodu krajobrazowego w stylu angielskim. Pracami kierowali ogrodnicy János Kálmán w latach 1875–1894 oraz János Berger w latach 1894–1911. W parku wyróżnia się staw z wyspą romantyczną i wodospadem obok niej, który oprócz pełnienia funkcji atrakcji, zaopatrywał staw w tlen. Na wzgórzu obok stawu stoi wieża ciśnień przypominająca bastion, która stanowiła część systemu wodnego zaopatrującego park. Teren zdobią kręte ścieżki i słoneczne polany oraz nasadzenia cisów, sosen, topoli, buków i lip. W północno-zachodnim narożniku parku zbudowano kościół, a obok głównej bramy wejściowej dom stróża.

## Galeria

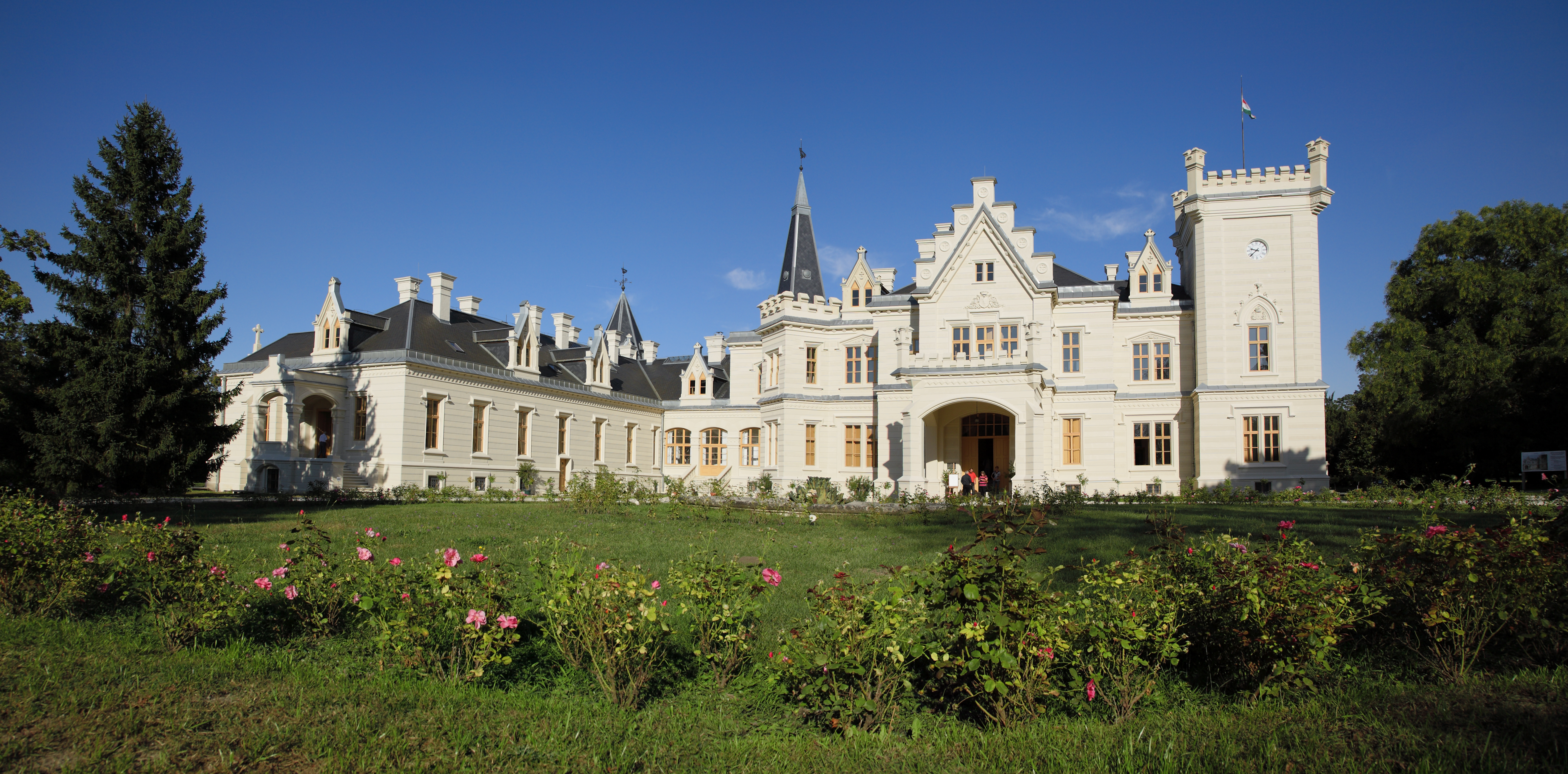
Widok od frontu
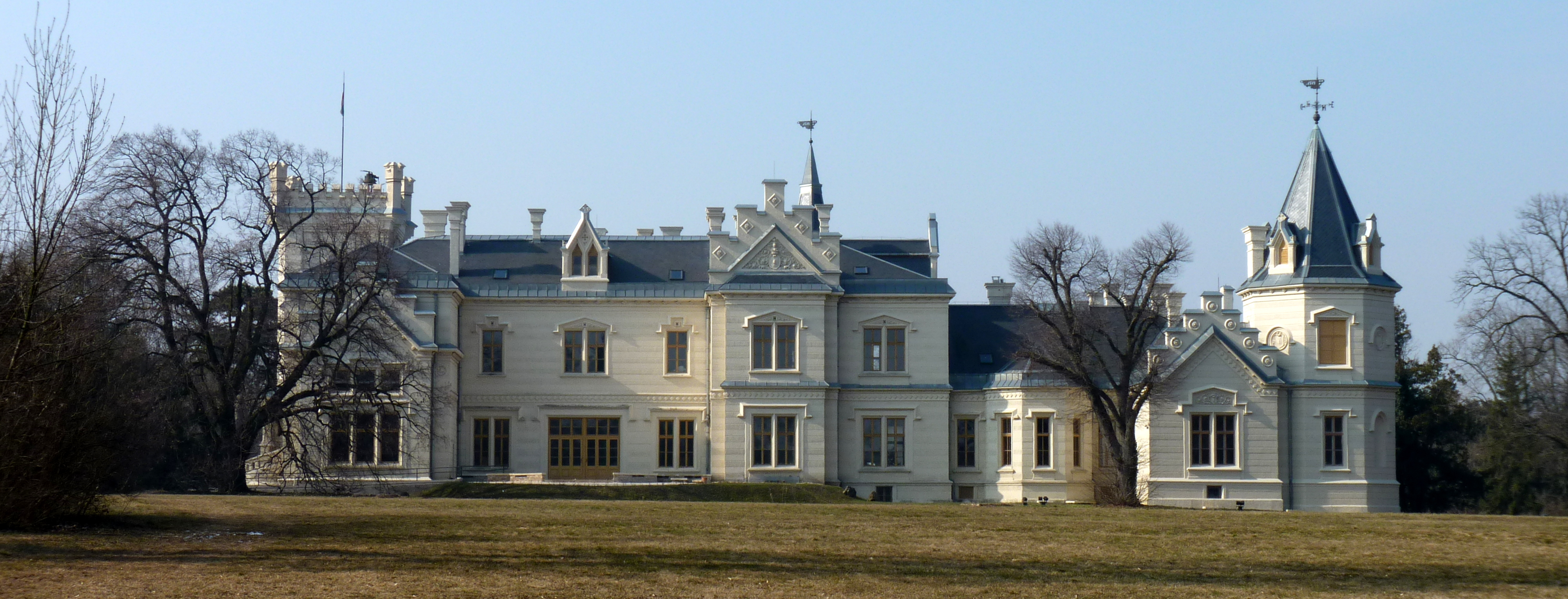
Widok od strony parku
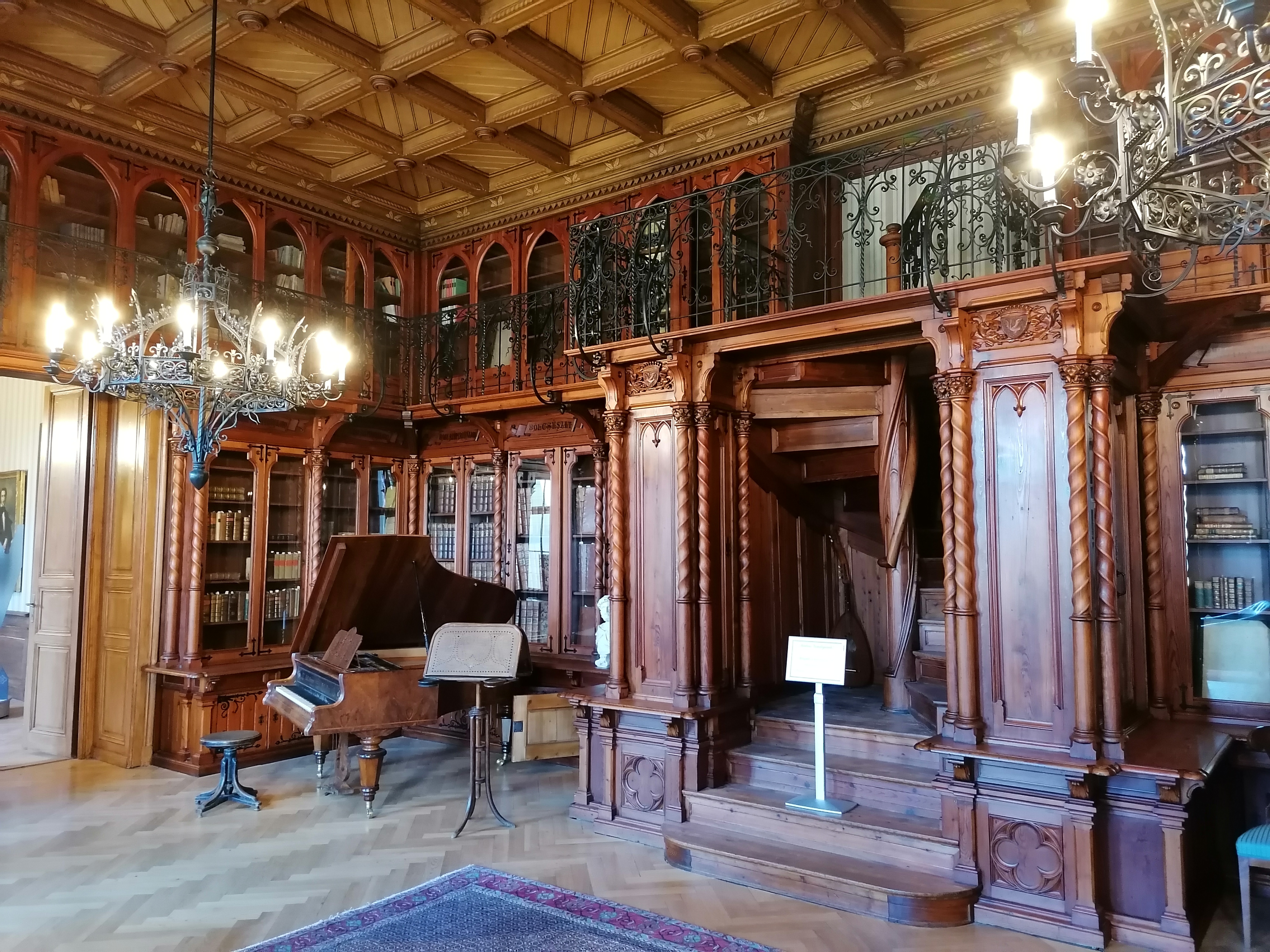
Biblioteka
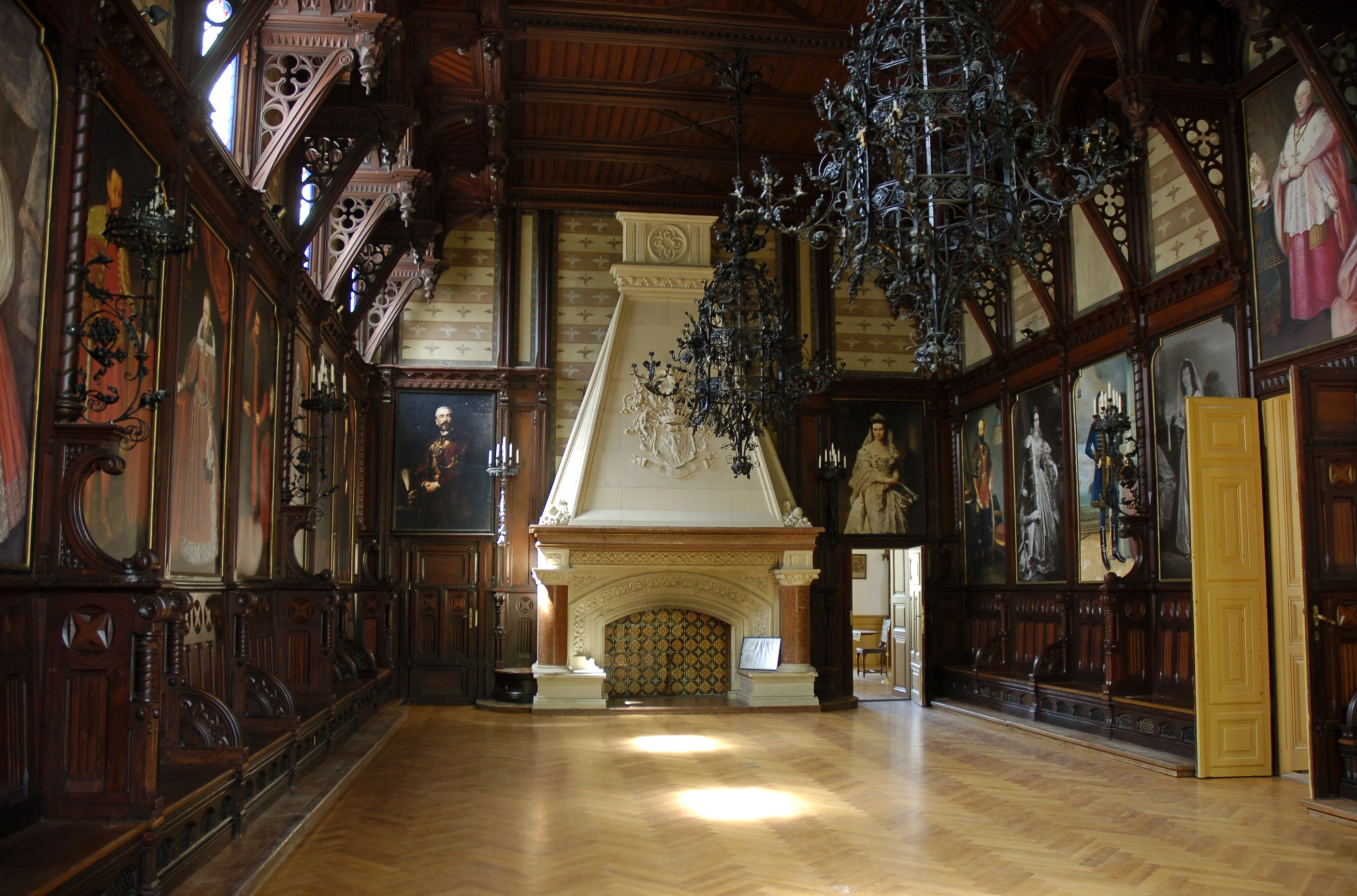
Sala przodków
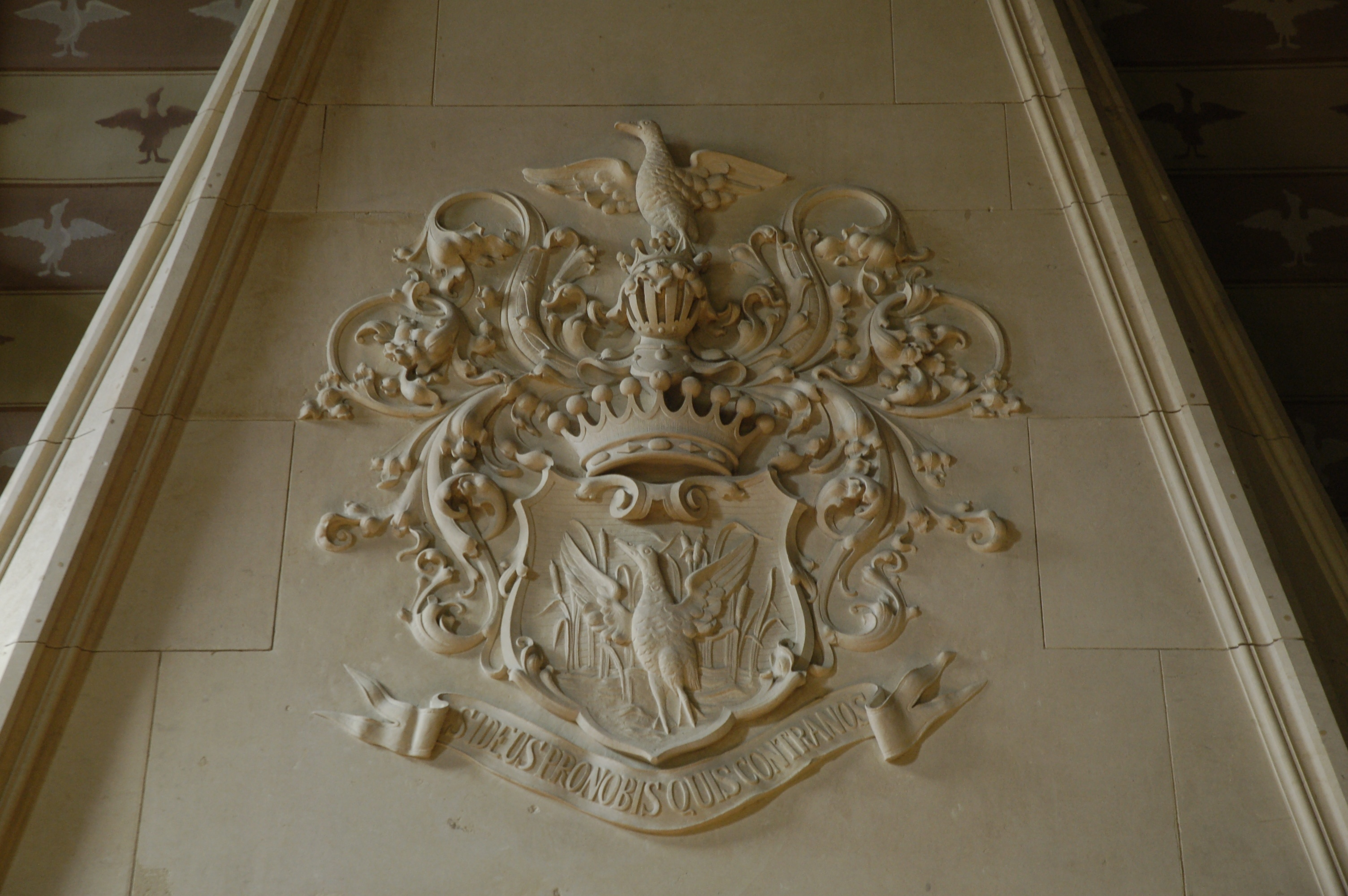
Herb rodziny Nádasdy
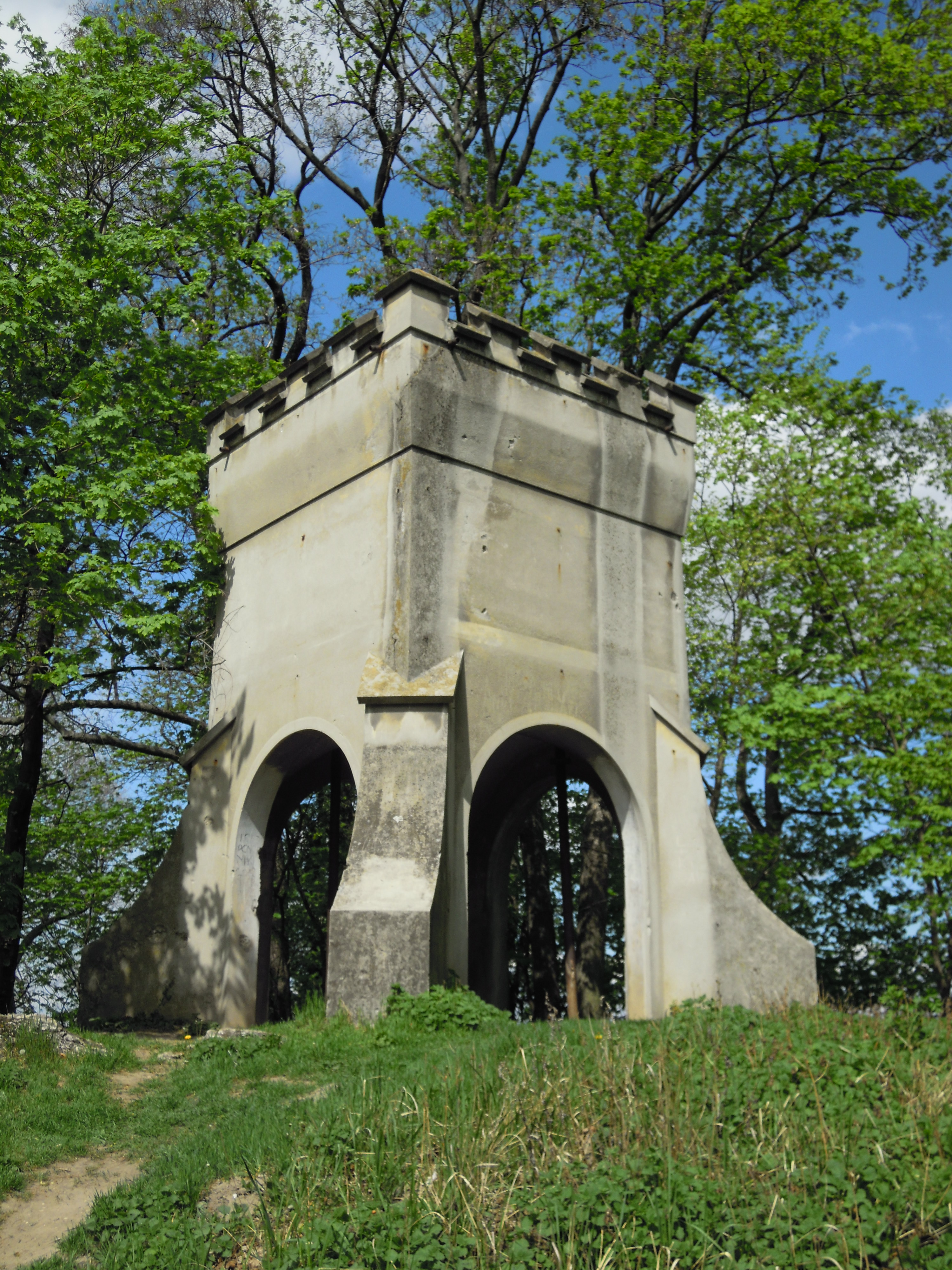
Wieża ciśnień
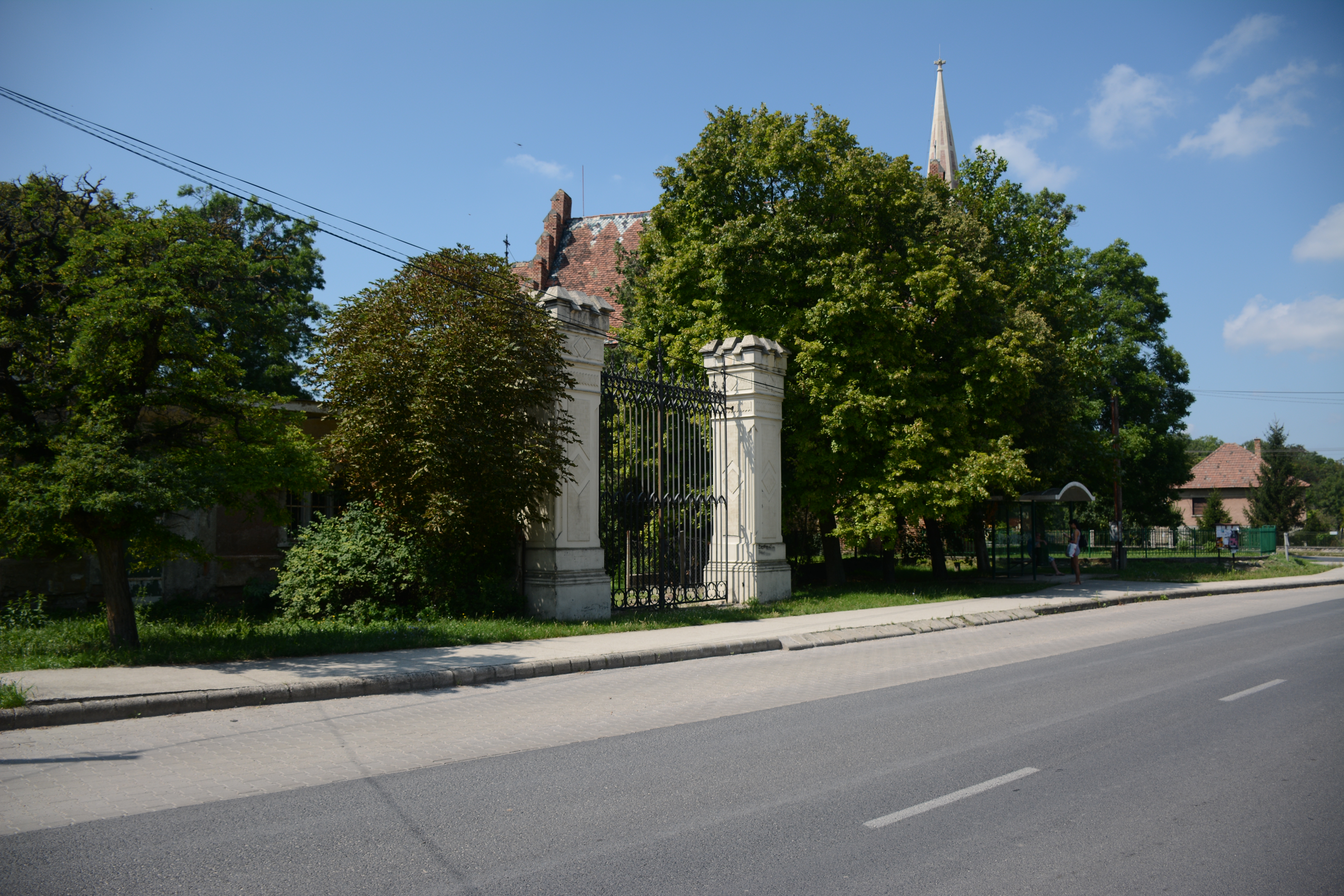
Brama główna z widocznym kościołem